# Tengiz Meschadze
Tengiz Meskhadze (ur. 8 lutego 1969 w Kutaisi) – gruziński bokser.

## Życiorys
Uczestniczył w Letnich Igrzyskach Olimpijskich w Atlancie w 1996. Odpadł w 1/16 finału przegrywając pojedynek z Fernando Vargasem.

## Letnie Igrzyska Olimpijskie 1996

### Boks
| Konkurencja              | 1/16 finału            | 1/8 finału       | Ćwierćfinały     | Półfinały        | Finał            | Pozycja | Źródło |
| Konkurencja              | Przeciwnik Wynik       | Przeciwnik Wynik | Przeciwnik Wynik | Przeciwnik Wynik | Przeciwnik Wynik | Pozycja | Źródło |
| ------------------------ | ---------------------- | ---------------- | ---------------- | ---------------- | ---------------- | ------- | ------ |
| waga półśrednia do 67 kg | Fernando Vargas P 4-10 | NQ               | NQ               | NQ               | NQ               | 17.     | [ 1 ]  |